# Söhrewald
Söhrewald är en kommun i Landkreis Kassel i Regierungsbezirk Kassel i förbundslandet Hessen i Tyskland.
Kommunen bildades 1 december 1970 genom en sammanslagning av de tidigare kommunerna  Eiterhagen, Wattenbach och Wellerode.